# 介護予防
介護予防（かいごよぼう）は、介護保険制度に基づき、要支援認定を受けた介護保険被保険者に対し、介護を要する状態の軽減または悪化の防止に資するよう行われる公的扶助制度。
平成18年の介護保険法改正に伴い、運動器の機能向上、栄養改善、口腔機能の向上等が導入される。
市町村が設置する地域包括支援センターがそのマネジメントを行う。